# Arkhon Infaustus
Arkhon Infaustus — французская блэк-дэт-метал-группа, основанная в 1997 году вокалистом/гитаристом Deviant. Вскоре к нему присоединился басист Torturer и они издали мини-альбом In Sperma Infernum (1998). Второй мини-альбом Dead Cunt Maniac появился в 2000 году. Дебютный альбом Hell Injection (2001) был издан на лейбле Osmose Productions, после чего состав был дополнен вторым гитаристом Toxik H. После тура по Европе группа меняет барабанщика Hellblaster на Azk.6 и возвращается в студию для записи второго альбома Filth Catalyst (2003), успешного в плане продаж. Затем появляются сплит с канадской блэк-дэт-группой Revenge 2003 года и третий альбом Perdition Insanabilis (2004). Потом группа отправилась в тур с американской дэт-метал-группой Deicide. В 2007 году были изданы мини-альбом Annunciation в формате двух 7" пластинок и четвёртый альбом Orthodoxyn.

## Состав

### Текущий состав
- Dk Deviant — гитара, вокал
- 666 Torturer — бас-гитара, вокал

### Бывшие участники
- Hellblaster — ударные
- Toxik H. — гитара
- Azk.6 — ударные

## Дискография
- In Sperma Infernum (EP, Mordgrimm, 1998)
- Dead Cunt Maniac (EP, Spikekult, 2000)
- Hell Injection (CD, Osmose, 2001)
- Filth Catalyst (CD, Osmose, 2003) — обзор на exclaim.ca,[2][3]
- Arkhon Infaustus/Revenge (Split CD, Osmose, 2003)
- Perdition Insanabilis (CD, Osmose, 2004)
- Annunciation (EP, Osmose, 2007)
- Orthodoxyn (CD, Osmose, 2007) — обзор на metalsucks,[4][5]